# Marshmello
Маршмело (енгл. Marshmello) електронски је музички продуцент и ДЈ. Први пут је добио међународно признање ремиксом песама Џек јуа и Зеда, а касније је сарађивао са уметницима као што су Омар Линкс, Оокеј, Џауз и Слуши. У јануару 2017. године, његова песма Alone је доспела на билборд хот 100 листу.

## Дискографија
Студио албуми
- Joytime (2016)

## Награде и номинације
| Година | Награде                                   | Категорија                      | Прималац                  | Резултат   | Ref.               |
| ------ | ----------------------------------------- | ------------------------------- | ------------------------- | ---------- | ------------------ |
| 2016   | Међународна Награда за Електронску Музику | Најбољи Уметник у Успону (Соло) | Marshmello                | Номинација | [ 4 ]              |
| 2016   | Топ 100 ДЈ-ева                            | 40                              | Marshmello                | [ 5 ]      |                    |
| 2017   | WDM Радио Награде                         | Најбољи Нови Таленат            | Marshmello                | Номинација | [ 6 ]              |
| 2017   | WDM Радио Награде                         | Најбољa Поуларна Нумера         | "Alone"                   | Номинација | [ 6 ]              |
| 2017   | Радио Дизни Музичка Награда               | Најбоља Плесна Нумера           | "Alone"                   | Номинација | [ тражи се извор ] |
| 2017   | Ремикс Награде                            | Најбољи Трап Ремикс             | "Alarm"(Marshmello Remix) | Номинација | [ 7 ]              |
| 2017   | Ремикс Награде                            | Најбоље коришћење вокална       | "Alarm"(Marshmello Remix) | Освојено   | [ 7 ]              |
| 2017   | mtvU Woodie награда                       | Гледај Woodie                   | Marshmello                | Номинација | [ 8 ]              |
| 2017   | Награде за Електронску Музику             | Најбољи Нови уметник            | Marshmello                | На чекању  | [ 9 ]              |